# Vellalavellaglasögonfågel
Vellalavellaglasögonfågel (Zosterops vellalavella) är en fågel i familjen glasögonfåglar inom ordningen tättingar.

## Utbredning och systematik
Fågeln förekommer enbart på öarna Vella Lavella och Bagga i ögruppen Salomonöarna. Den behandlas som monotypisk, det vill säga att den inte delas in i några underarter.

## Status
IUCN kategoriserar arten som nära hotad.